# Hortipes castor
Hortipes castor là một loài nhện trong họ Corinnidae.
Loài này thuộc chi Hortipes. Hortipes castor được miêu tả năm 2000 bởi Bosselaers & Rudy Jocqué.